# Aetholix
Aetholix is een geslacht van vlinders van de familie van de grasmotten (Crambidae), uit de onderfamilie van de Spilomelinae. De wetenschappelijke naam van dit geslacht is voor het eerst gepubliceerd in 1863 door Julius Lederer. Lederer was van mening dat Aediodes flavibasalis Guenée, 1854 uit India niet tot het geslacht Aediodes behoorde, maar tot een op dat moment nog onbekend geslacht. Hij beschreef daarom dit geslacht op basis van de kenmerken van deze soort. Zodoende wordt Aediodes flavibasalis als de typesoort van dit geslacht beschouwd.

## Soorten
- A. borneensis Hampson, 1912
- A. flavibasalis (Guenée, 1854)
- A. indecisalis (Warren, 1896)
- A. litanalis (Walker, 1859)